# WAKWAK
WAKWAK（わくわく）とは、NTT東日本の子会社であるNTT-MEが提供しているインターネットサービスプロバイダ（ISP）である。NTT東日本のメンテナンス会社の特性を生かし、個人だけでなく、法人に対してもサービスを提供している。1999年7月サービス開始。

## 提供サービス
- WAKWAK光 with Flet's - NTT東西のフレッツ光接続サービスに対応したブロードバンドアクセス
- ざんまいADSL - フレッツADSL接続サービス
- モバイル接続 - AIR-EDGEからの接続、NTT東西の公衆無線LANサービスである、フレッツスポットからのアクセスに対応している。
- WAKWAKフォン - WAKWAKが提供するIP電話で無料で利用できる（一般電話などへの通話料は別途発生）
- メール - メールBOX50MBが利用できる（無料）
  - メールプラス - オプションで追加メールアドレス
  - メールセキュリティー - メールフィルタリング、ウイルスチェックに対応している
  - APOP、SMTP AUTH、OP25対応
- ホームページサービス - 50MBまで無料でホームページスペースが利用できる。掲示板も作成可能となる。
- 固定IPアドレス接続サービス
- ひかりTV、スカパー!光に対応

### WAKWAK CATVパック
2000年3月から提供開始したケーブルテレビ向けのインターネット接続・コンテンツ配信サービス。
- ケーブルネット千葉 (CNC-WAKWAK)  - 2002年7月サービス終了
- 佐野ケーブルテレビ (WAKWAK-SCTV) - 2004年8月サービス終了
- 信州ケーブルテレビジョン (S-net21 WAKWAK) - 2012年3月サービス終了
- 常総ケーブルメディア (JOSO-WAKWAK) - 提供中

### goo for わくわく
同じNTTグループのgooの機能を利用したポータルサイト。gooの検索エンジンを利用した検索サービス、gooニュース、天気予報、教えて!goo、goo辞書といったサービスを利用することができたが、2010年3月31日をもってサービスを終了した。

## 法人向けサービス「ゼフィオン」
法人向けのソリューション提案事業を実施している。
- IPPBXなどと組み合わせた、法人向けIP電話サービス
- インターネットVPNの他に広域イーサネットなどを使ったIP-VPN接続サービスなどを提供している。
- 上記サービスの運用、保守業務を実施している。